# Pentiment
Pentiment — пригодницька відеогра з рольовими елементами, розроблена Obsidian Entertainment під видавництвом Xbox Game Studios для платформ Microsoft Windows, Xbox One та Xbox Series X/S 15 листопада 2022 року. Унікальний візуальний стиль гри натхненний великими ілюмінованими рукописами та найдавнішими друкованими книгами в історії, а до розробки гри були залучені світові фахівці з рукописів, такі як Крістофер де Гамель та історики середньовіччя Едмунд Керн і Вінстон Е. Блек. Гра отримала схвальні відгуки як від професійних критиків, так і від ігрової спільноти, а сценарій гри був відзначений номінаціями на нагороди від Неб'юла та Британської Академії ігор (British Academy Games Awards).

## Ігровий процес

Ігровий процес зосереджений на спілкуванні з неігровими персонажами, маючи можливість вибирати різні варіанти відповідей

Pentiment є пригодницькою відеогрою з рольовими елементами та 2D-графікою на основі історичної розповіді, зосередженою на розвитку персонажа. Гравець контролює художника-підмайстра Андреаса Малера, який розслідує серію вбивств видатних осіб, у яких з різних причин звинувачують інших городян. Під час проходження гравець спілкується з неігровими персонажами, маючи можливість вибирати різні варіанти відповідей. Після збору речових доказів і інформації від жителів міста гравець має звинуватити особу на основі того, хто, на їхню думку, скоїв злочин, або того, хто найбільше заслуговує на покарання. Кожне рішення має тривалі наслідки та наближає протагоніста до центру змови, що тривала протягом двадцяти п'яти років. Одночасно з головною сюжетною лінійкою про змову на вбивства гравець може досліджувати історію ігрового регіону.

## Синопсис
Дія гри відбувається на початку-середині XVI століття в Баварському герцогстві, у вигаданому альпійському місті Тассінг (Tassing) і його абатстві неподалік, оповідає про ілюстратора манускриптів Андреаса Малера (Andreas Maler), що розслідує вбивство, у якому звинувачують його друга. Барон Лоренц Ротвогель (Lorenz Rothvogel), давній меценат Кірзау (Kiersau Abbey), відвідує абатство, щоб перевірити, як просувається робота над замовленим ним раніше рукописом. Барон відкрито висловлює невдоволення стилем ілюстратора рукопису, літнього брата П'єро (Brother Piero), і наполягає, щоб Андреас завершив ілюстрації, що залишилися. Наступного дня тіло Ротвогеля знаходять зарізаним в капітулі абатства. Стурбований тим, що вбивство барона може завдати шкоди репутації абатства та призвести до його розпуску, абат Ґернот (Abbot Gernot) припускає, що П'єро, який першим виявив тіло і є вбивцею, і тримає його під вартою, доки Якоб Естлер (Jacob Estler), архідиякон принца-єпископа, не зможе провести допит. Однак Андреас вважає, що П'єро невинний, і починає власне розслідування.

## Розробка
Джош Сойєр вперше представив Pentiment Фергусу Уркхарту, нині виконавчому директору Obsidian Entertainment, ще за часів їньої роботи в Black Isle Studios у 1990-х роках, проте той вирішив, що така гра не матиме особливого успіху серед аудиторії, яка не цікавиться історією. Початково Сойер надихався історично-фентезійною рольовою відеогрою Darklands, яка поєднувала Середньовіччя з надприродними темами. Через багато років Сойєр знову нагадав Уркгарту про свою ідею, коли вони вже були співробітниками Obsidian, після випуску Pillars of Eternity II: Deadfire. Він переосмислив гру як наративну пригоду з елементом загадок та ігровим процесом, схожим на Night in the Woods та Oxenfree. Невелика команда розробників проєкту на старті складалася лише з двох людей і у деякому сенсі відповідала нішевості аудиторії, на яку була націлена. До Сойєра приєдналася художниця Ханна Кеннеді, стиль і зацікавленість якої він назвав вкрай важливими під час ранньої стадії розробки. Пізніше колектив розширився до 13 осіб, включно з продюсером Алеком Фреєм.
Команда надихалася ілюмінованими рукописами в музеї Ґетті та Гантінгтонській бібліотеці, а також вела консультації з експертами із середньовічних рукописів, як-от Крістофером де Гамелем, а також істориками середньовіччя Едмундом Керном і Вінстоном Е. Блеком. Також на гру вплинули рання гравюра та ксилографія в період переходу від пізнього середньовічного до раннього сучасного мистецтва.
Після придбання Obsidian компанією Microsoft у 2018 році, студія отримала можливість додати в гру підтримку доступності — режим із шрифтами, які легше читати, функціями перетворення тексту на мовлення, та мовної локалізації.
Pentiment була анонсована 12 червня 2022 року на спільній презентації Xbox та Bethesda, де було представлено дебютний трейлер. Випущена 15 листопада для Microsoft Windows, Xbox One та Xbox Series X/S. Гра, яка є консольним ексклюзивом Xbox, також стала доступною в сервісі за підпискою Xbox Game Pass в день випуску.

## Оцінки та відгуки
| Агрегатор  | Оцінка                  |
| ---------- | ----------------------- |
| Metacritic | PC: 88/100 Xbox: 86/100 |

| Видання        | Оцінка      |
| -------------- | ----------- |
| Destructoid    | 9/10        |
| Eurogamer      | Recommended |
| GameSpot       | 6/10        |
| GamesRadar+    | [ 14 ]      |
| IGN            | 10/10       |
| PC Gamer (США) | 88/100      |
| The Guardian   | [ 17 ]      |
| VG247          | [ 18 ]      |

Pentiment отримала загалом схвальні відгуки, згідно з ігровим агрегатором Metacritic.
Журналісти IGN похвалили механізм цейтноту, сказавши, що він зробив гру більш напруженою та збільшив мотивацію для реіграбельності: «Вам ніколи не дають достатньо часу, щоб дослідити усі зачепки. Це додало бажаної напруги та змусило мене прийняти багато цікавих рішень». Рецензентам Destructoid сподобалося, що не існує «золотого шляху» і кожен вибір має переваги та недоліки. GamesRadar+ відзначили ігровий сетинг, що він відобразив хвилювання того часу, «світанок нової ери відчутний, і боротьба примиритися з цим люто вирує скрізь, чи то ченці, які все ще старанно пишуть фоліанти… чи то молоді пожежники що навчилися читати й сумніватися в їх авторитеті». Критикуючи нечіткі механізми вибору, журналісти PC Gamer насолоджувалися персонажами та роллю, яку вони відіграють в історії, «понад 25 років спілкування та спільних обідів… Це стає ще важчим, коли ви хочете засудити сім'янина за злочин, якого він насправді міг не скоювати». The Guardian високо оцінили сценарій гри: «Діалоги наповнені захоплюючими історичними деталями, підкріпленими обширним глосарієм термінів». Polygon високо оцінили художній стиль, відзначаючи, що малюнки «миттєво привносять відчуття стилю в те, що інакше могло б бути сухою історією».

## Нагороди
| Рік  | Назва                         | Категорія                          | Результат    | Примітки |
| ---- | ----------------------------- | ---------------------------------- | ------------ | -------- |
| 2023 | British Academy Games Awards  | «Художні досягнення»               | В очікуванні | [ 20 ]   |
| 2023 | British Academy Games Awards  | «Наратив»                          | В очікуванні | [ 20 ]   |
| 2023 | Неб'юла                       | «Найкраще написання сценарію ігор» | В очікуванні | [ 21 ]   |
| 2023 | Game Developers Choice Awards | «Інновація»                        | В очікуванні | [ 22 ]   |
| 2023 | Game Developers Choice Awards | «Кращий наратив»                   | В очікуванні | [ 22 ]   |
| 2023 | Game Developers Choice Awards | «Краще візуальне мистецтво»        | В очікуванні | [ 22 ]   |
| 2023 | Game Developers Choice Awards | «Гра року»                         | В очікуванні | [ 22 ]   |